# Tie-Esch
Tie-Esch ist ein Ortsteil der Gemeinde Wettringen im nordrhein-westfälischen Kreis Steinfurt.
Der Ort liegt nordöstlich des Kernortes Wettringen an der Kreisstraße 65. Am südwestlichen Ortsrand fließt die Steinfurter Aa, südwestlich verläuft die Landesstraße 567 und östlich die B 70.

## Sehenswürdigkeiten
In der Liste der Baudenkmäler in Wettringen (Münsterland) ist für Tie-Esch kein Baudenkmal aufgeführt.

## Vereine
- Schützenverein Tie-esch[1]
- Spielmannszug Tie-Esch[2]